# Перика
Перика (фр. perruque) или власуља је једна врста помагала или украс који се користи уместо праве косе. Као помагало је користе људи који немају косу или имају неко обољење косе или обољење коже на глави. Перику, као украс, најчешће користе жене да би привремено промениле свој изглед или боју косе. Поред тога перике често користе глумци, нарочито у предстама историјског кларактера, да би свој изглед прилагодили улози коју играју. Перика (власуља) као предмет спада у производе примењених уметности, и сврстава се у област костимографије, где се категорише као један од помоћних уметничких заната.
Перике се израђују од природне косе или од вештачког, синтетичког материјала. Ако се производе од праве косе онда се то чини ручно, свака влас мора да се малим чворићем повеже за потку. Због тога што су се раније правиле искључиво од праве косе, људске власи се негде називају власуље. По изради перике она се шиша и дотерује за коначни изглед. Ручно рађене перике су најскупље и најквалитетније. Када се не носи, перика се обично држи и чува на сталку као на слици.
Због тога што су се раније перике правиле искључиво од људских власи мајстори који су их производили и имали своје радионице су се звали власуљари. Данас се перике масовно производе као модни детаљи или као реквизити за глумце.
Перике носе судије и адвокати у англосаксонском судству. Перике се носе и у одређеним религиозним скупинама нпр. жене ортодоксних Јевреја. Перике су у средњем веку у Француској носили чланови краљевске породице или богата властела јер је то био статусни симбол. Нарочито су перике биле у моди у време владавине династије Бурбона.
Перике су носили Асирци, Персијанци и Египћани при обредима и свечаностика као знак части. У Риму су се периком украшавале жене из високог друштва, а носили су их и мушкарци кад су хтелио да прикријућелу. У раном средњем веку хришћанство брани ношење перика, али се она поново јавља од XII века и даље. За владвине Луја XIV који је прибегавао ношењу перике када је оћелавио, она постаје општа мода. У то време позната је бујна алонж (allonge) перика, следе перика a la burse, abbè перика, перчин перика, перика à la Règence и перика à la Cadogan. У почетку перика је била тамно обојена, па плава, па бела. Алонж перику носе и данас судије и неки високи државни службеници у Енглеској и земљама Комонвелта за време судских расправа и свечаних церемонија.

## Занимљивости
Једно од тумачења зашто су појединци у средњем веку носили перике је и то да је то био један од начина да се спречи најезда ваши (вашки). Када би се у имућним породицама појавиле ваши, сви чланови домаћинства би се шишали до коже, а старији укућани би носили перике ван куће, све док се ваши не искорене. 